# Fibre Channel
Fibre Channel, prescurtat FC, este o tehnologie de comunicare în rețea folosită în principal pentru stocarea în rețea. Fibre Channel este standardizat de comitetul tegnic T11 al INCITS (InterNational Committee for Information Technology Standards), un comitet acreditat de ANSI. În trecut, Fiber Channel era folosit în special în domeniul supercomputerelor, dar astăzi a devenit conexiunea standard pentru stocarea în rețea (engleză storage area network - SAN) în cadrul companiilor. În ciuda numelui său, Fiber Channel (în engleză fiber înseamnă fibră) poate rula, pe lângă fibra optică, și pe cabluri torsadate de cupru.

### Standarde relevante
- RFC 2625 – IP and ARP over Fibre Channel
- RFC 2837 – Definitions of Managed Objects for the Fabric Element in Fibre Channel Standard
- RFC 3723 – Securing Block Storage Protocols over IP
- RFC 4044 – Fibre Channel Management MIB
- RFC 4625 – Fibre Channel Routing Information MIB
- RFC 4626 – MIB for Fibre Channel's Fabric Shortest Path First (FSPF) Protocol